# プレス工業
プレス工業株式会社（プレスこうぎょう、英: PRESS KOGYO CO.,LTD.）は、神奈川県に本社を置く大手自動車部品・建築機械部品メーカー。

## 主な製品
自動車部品
- シャシーフレーム
- アクスルモジュール
- サスペンション
- バンパー

建設機械用キャブ（操縦室）
金型
住宅建材
機械式立体駐車装置

## 生産拠点
- 本社・川崎工場 - 神奈川県川崎市川崎区塩浜1丁目1番1号
- 横浜事務所 - 神奈川県横浜市西区みなとみらい2-2-1 横浜ランドマークタワー27階
- 藤沢工場 - 神奈川県藤沢市遠藤2003-1
- 宇都宮工場 - 栃木県下野市下坪山1704
- 尾道工場 - 広島県尾道市高須町大山田1050
- 埼玉工場 - 埼玉県川越市石田本郷1100

他、タイ・中国・アメリカ・スウェーデン・インドネシアに現地法人による工場あり。

## 沿革
- 1925年 - 東京都品川区にて、合資会社プレッス作業所設立。
- 1929年 - 自動車部品の製造開始。
- 1934年 - 株式会社に改組、プレス工業株式会社に社名変更。
- 1937年 - 本社を東京都品川区から川崎市に移転。
- 1961年7月31日 - 東京証券取引所に上場。
- 1967年7月 - いすゞ・ユニキャブ生産開始。完成車組立部門に進出。
- 1999年 - 異形鋼管加工技術を建設機械用キャビンに応用。
- 2000年 - 大型アクスルユニット生産開始。
- 2005年 - 株式会社プレス工業埼玉製作所と合併、埼玉工場として稼動。
- 2011年8月4日 - UDトラックスとの合弁である普利適優迪車橋の株式を同社に一部譲渡[4]。
- 2015年 - 地震シェルターを開発、販売開始

## 過去の受託生産車両
- いすゞ・ユニキャブ
- 日産・パトロール（60型）
- いすゞ・ビッグホーン
- いすゞ・ハイパック
- いすゞ・エルフルートバン
- マツダ・プロシードマービー
- 三菱ふそう・キャンターパネルバン
- マツダ・タイタン
- マツダ・タイタンダッシュ
- マツダ・ボンゴトラック
- マツダ・ボンゴブローニイトラック（輸出向け）

## 陸上競技部
1991年（平成3年）に発足、1993年（平成5年）に実業団登録し、同年の東日本実業団対抗駅伝競走大会に初参加した。
2009年（平成21年）11月の東日本実業団対抗駅伝競走大会において13位となり、2010年（平成22年）1月1日の第54回全日本実業団対抗駅伝競走大会（ニューイヤー駅伝）に初出場を果たした。以後、2020年（令和2年）の第64回大会まで11年連続でニューイヤー駅伝に出場している。